# Борана
Борана (або боран, інакше — південні оромо) — напівкочовий народ, етнічна група в складі народу оромо (або галла), одного з двох основних народів Ефіопії.

## Територія проживання і чисельність
Люди борана проживають на півдні Ефіопії та невеликою групою на півночі Кенії і частково в Сомалі.
Чисельність борана — бл. 100 тис. чол. (1994) у Кенії та бл. 4 млн чол. оромо у Ефіопії.
Однак са́ме про кількість борана судити важко, адже назва борана поширена виключно в Кенії, в Ефіопії вживається тільки оромо (галла), які обґрунтовано вважаються окремим етносом.

## Дані з лінгвістики, історії та етнографії
Борана, як і решта оромо — кушитський народ, що розмовляє діалектом мови оромо, що належить до східної підгрупи кушитської групи афразійської сім'ї мов.
Переселилися в сучасні місця проживання з району т. зв. Африканського Рога в середині XIX ст..
Група борана цікава тим, що є найархаїчнішою групою з-поміж усіх оромо. Якщо в решти оромо переважає загально-ефіопські (тобто амхарські) побут і матеріальна культура, то люди борана зберегли традиційні типи житла, одягу, ремесла, вірування і т. ін.
У борана дотепер зберігся Існує поділ на касти.

## Господарство і вірування
Традиційні заняття борана — кочове скотарство (верблюди, велика рогата худоба, вівці, віслюки, кози). Раніше існувало табу на верблюди.
Традиційні культи — анімізм, на відміну від решти оромо (мусульмани та монофізити за амхарським взірцем).
Тільки серед борана (з усіх оромо) збереглись система статевих і вікових груп, інститути родових старійшин та спадкових вождів, що, без сумніву, зближує борана з їх південнішими сусідами — народами банту.